# Авініта
Авініта — індійський цар з династії Західних Гангів. Не знайдено доказів, які підтверджують його правління. Згідно з довідником Конгу Деса Раджас, він був сином процвітаючого Тадангали Мадхава.